# (169834) Hujie
(169834) Hujie est un astéroïde de la ceinture principale.

## Description
(169834) Hujie est un astéroïde de la ceinture principale. Il fut découvert le 28 août 2002 à l'observatoire Palomar par le programme NEAT. Il présente une orbite caractérisée par un demi-grand axe de 2,69 UA, une excentricité de 0,05 et une inclinaison de 4,4° par rapport à l'écliptique.

## Compléments